# Banhu

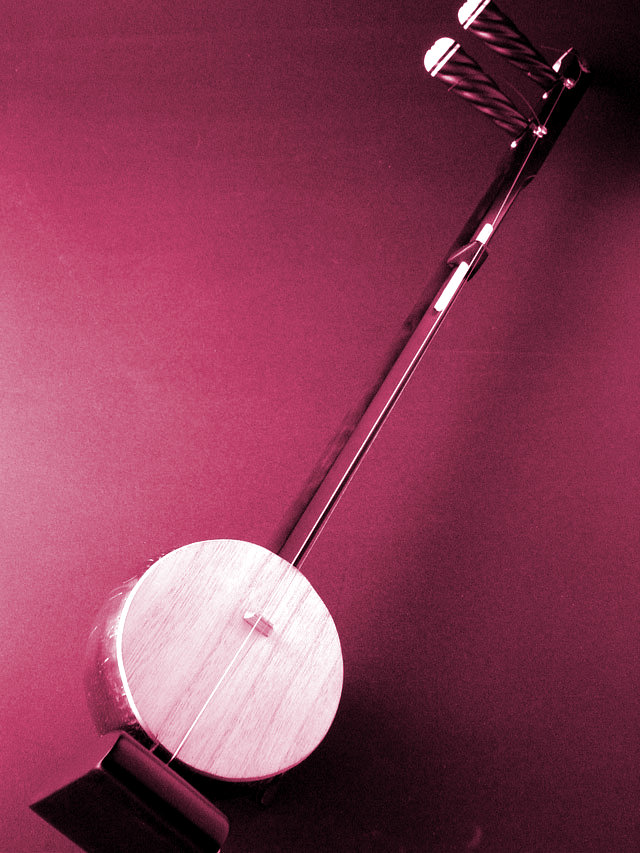
Banhu

Banhu (chinesisch 板胡, Pinyin bǎnhú) ist eine mit dem Bogen gestrichene Röhrenspießlaute, die in der chinesischen Musik gespielt wird und der Familie der huqin-Instrumente angehört. Das Streichinstrument kommt ursprünglich aus Nordchina. Das Wort banhu setzt sich zusammen aus ban („ein Stück Holz“) und hu, einer Kurzform von huqin.

## Bauform und Spielweise
Wie auch die bekannteren Instrumente erhu (二胡, èrhú) und gaohu (高胡, gāohú) hat die banhu zwei Saiten und wird vertikal gehalten. Die Haarbespannung des Bogens verläuft beim Spielen zwischen den beiden Saiten. Die Konstruktion der banhu ähnelt im Wesentlichen der Röhrenspießlaute erhu, unterscheidet sich jedoch dadurch, dass der Klangkörper aus an der Unterseite offenen Kokosnussschalen hergestellt wird und nicht aus Holz. Im Gegensatz zu anderen huqin-Instrumenten, bei denen üblicherweise eine Schlangenhaut die Oberfläche des Resonanzkörpers bedeckt, schließt der Klangkörper der banhu mit einer dünnen hölzernen Decke. Hieraus ergeben sich die charakteristischen Klangeigenschaften der banhu. Die Klangfarbe ist besonders hell und klar. Im Orchester für traditionelle und moderne chinesische Musik nimmt die banhu eine leitende Stellung ein. Darüber hinaus wird die banhu als Soloinstrument genutzt. Die zwei Saiten sind in der Regel in Quart- oder Quintstimmung. Die Spieltechnik ist charakteristisch durch häufige schnelle Bogenbewegungen und Glissandi geprägt. Insgesamt hat die banhu ein Spektrum von mehr als zwei Oktaven.

## Herkunft
Die banhu hat in China eine rund 300 Jahre währende Geschichte. Ihr Ursprung findet sich in Nordchina, wo ihr in der instrumentalen Begleitung von Balladengesängen und chinesischen Opern eine tragende Rolle zukam. Oftmals wird die banhu auch banghu genannt, was auf die Nutzung in der Bangzi-Oper Mitte des 17. Jahrhunderts zurückzuführen ist. Weitere nordchinesische Lokalopern, in denen die banhu Anwendung fand, sind: die Ping-Oper der Provinz Hebei, die Yu-Oper der Provinz Henan und die Qin-Oper der Provinz Shaanxi.
Mit der Gründung der Volksrepublik China im Jahr 1949 erlebte der Instrumentenbau in Bezug auf die banhu einen wahren Entwicklungsschub. Einige neue Varianten wie die „Mittelton-banhu“, die „Hochton-banhu“, die dreisaitige banhu oder eine banhu mit Bambusresonanzkörper erweiterten die banhu-Familie.
Die yehu, ein weiteres Streichinstrument mit Kokosnusskörper und hölzerner Oberfläche, wird vornehmlich in Südchina gespielt.